# Kahneria seltina
La kahneria (Kahneria seltina) è un rettile estinto, appartenente ai captorinidi. Visse nel Permiano medio (circa 270 milioni di anni fa) e i suoi resti fossili sono stati ritrovati in Nordamerica.

## Descrizione
Questo animale è noto principalmente grazie alle piastre dentarie provenienti da mandibola e mascella, e quindi una ricostruzione è impossibile. Sulla base di altri animali simili meglio conosciuti, si suppone che Kahneria fosse un captorinide di medie dimensioni, lungo forse un metro, e come altri captorinidi fosse dotato di un corpo compatto. I resti postcranici sono tuttavia molto frammentari. Le piastre dentarie erano dotate di cinque file di denti più o meno conici, molto simili a quelli di altri animali come Labidosaurikos e Moradisaurus. 

## Classificazione
Kahneria venne descritto per la prima volta nel 1962, sulla base di alcuni fossili provenienti dalla formazione San Angelo, nella contea di Knox in Texas. Kahneria, nonostante gli scarsi fossili rinvenuti, è attribuibile alla sottofamiglia dei moradisaurini, un gruppo di captorinidi erbivori dotati di numerose file di denti. Il nome deriva da quello di Jack Kahn, un membro dello staff dell'Università di Chicago e uno dei collaboratori di Everett Claire Olson (l'autore della descrizione) all'epoca, che scoprì la cava in cui sono stati ritrovati i fossili.